# William Jay Gaynor
Pour les articles homonymes, voir Gaynor.
William Jay Gaynor (né le 2 février 1849 et mort le 10 septembre 1913) fut maire de New York du 1er janvier 1910 au 10 septembre 1913. Il était membre du Tammany Hall, organisation associée au parti démocrate.
Il a été victime d'une tentative d'assassinat en août 1910, qui a été à l'origine de la loi Sullivan règlementant le port d'armes en 1911. La balle était restée coincée dans sa gorge. Il meurt 3 ans plus tard d'un arrêt cardiaque.

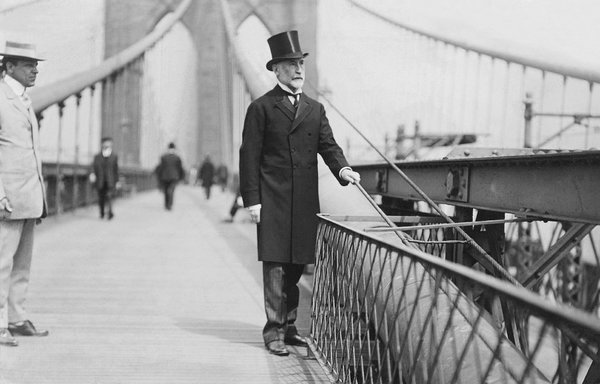
William Gaynor sur le Pont de Brooklyn le 1er janvier 1910
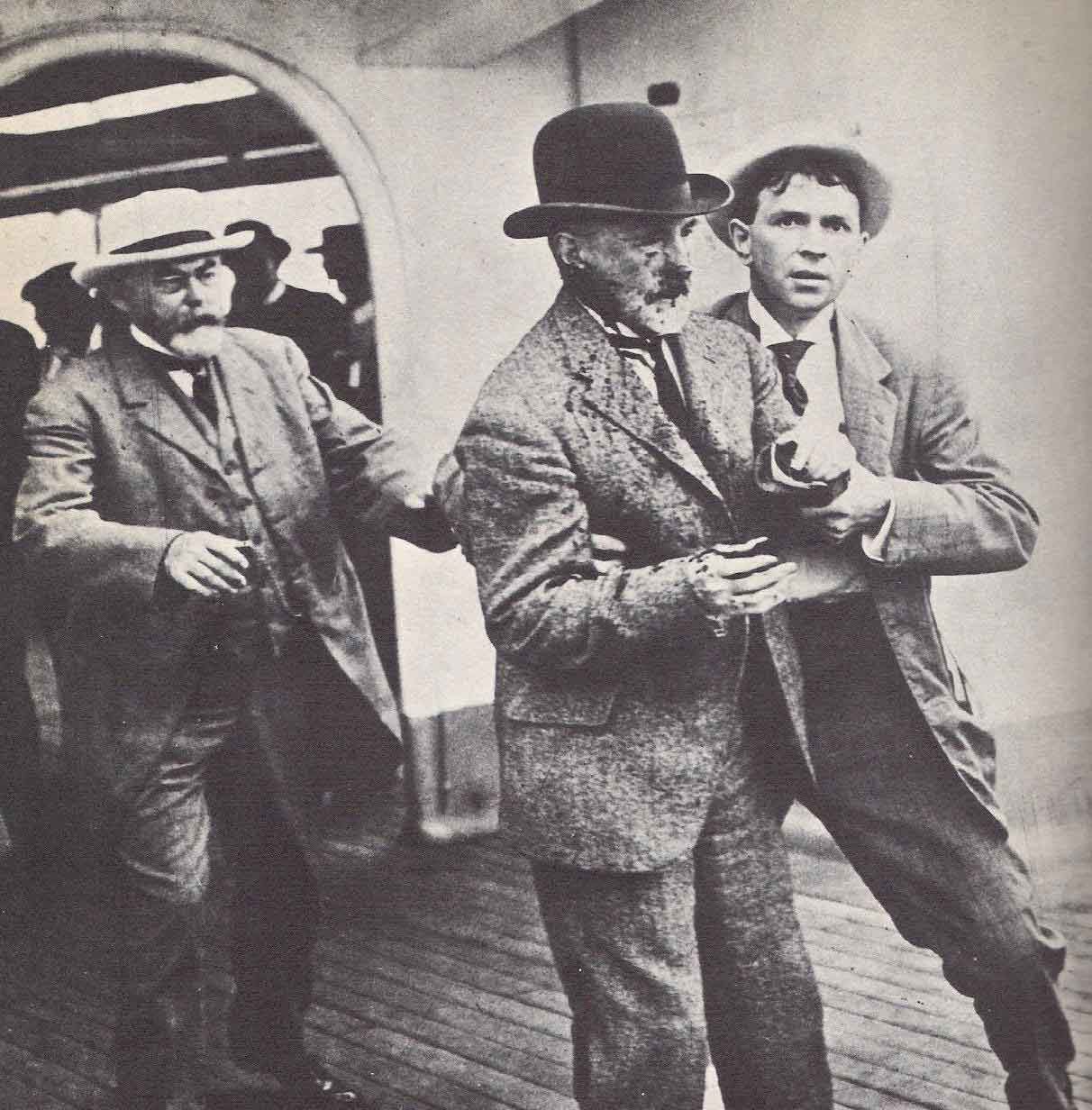
William Gaynor peu de temps après sa tentative d'assassinat